# リン酸塩皮膜処理
リン酸塩皮膜処理（リンさんえん ひまくしょり）とは、リン酸鉄、リン酸亜鉛、リン酸マンガンなどのリン酸塩の溶液を用いて金属の表面に化学的にリン酸塩皮膜を生成させる化成処理のこと。
工業用途で本格的に発展させたパーカー兄弟の姓をとって、「パーカライジング」「パーカー処理」とも呼ばれる。

## 概要
主に鋼の表面処理の一つであり、表面に不溶性のリン酸塩皮膜を作り表面の腐食の進行を抑えるために行う。塗装前の鉄製品にたいしても行われる。
腐食を抑える表面保護効果のほかに、塑性加工時の金属石鹸系潤滑剤の下地処理用途としても用いられる。この目的にはリン酸カルシウムなどが多く使われ添加物の使用、液温を制御したリン酸塩溶液を用い、さらに化成処理時間を調整することによって皮膜の性質を変化させることができる。

### 工程
1. 脱脂[4]
2. 水洗[4]
3. 除錆
4. 水洗
5. 下地調整 （行わない場合もある）
6. 化成処理
7. 水洗
8. 湯洗[5]
9. 乾燥
10. 必要に応じて塗装・油塗布

## 歴史
リン酸塩皮膜処理自体は古代エジプトで古くから行われており、19世紀にピラミッドを発掘した際に出土品から皮膜処理された鉄片が発見されている。1906年にそれをヒントにイギリスで最初の特許が取得された。当時は沸騰させた処理液に2～3時間浸漬させる方法であり、工業的には発展の余地があった。
1915年にアメリカのパーカー兄弟がイギリスの特許使用権を取得して パーカー・ラストプルーフ社 を設立し、本格的に工業的に発展していった。当時の戦時需要や自動車産業に用いられ、パーカライジング の名称で広まっていった。日本においても1928年（昭和3年）にパーカー社の技術が導入され、日本パーカライジングが設立されている。